# エコミュージアム関ケ原
エコミュージアム関ケ原（エコミュージアムせきがはら）は、岐阜県不破郡関ケ原町にある施設。
岐阜県の施設であり、指定管理者制度により、関ケ原町が管理・運営する。

## 概要
- 元は1974年（昭和49年）に開館した「岐阜県東海自然歩道関ケ原ビジターセンター」であり、東海自然歩道のビジターセンターであった。1998年（平成10年）にリニューアルし、エコミュージアムのエコミュージアム関ケ原となった。現在も東海自然歩道のビジターセンターとしての役割がある。尚、岐阜県のHPでは「エコミュージアム関ケ原（関ケ原ビジターセンター）」と併記されており、岐阜県としての施設名は「岐阜県東海自然歩道関ケ原ビジターセンター」である[1][2]。
- キャッチフレーズは「見て、聴いて、触って、感じて、身近な自然の再発見！」。

## 施設[3]

### A館
1階
- 情報サービスルーム

関ケ原なんでも情報地図
図書コーナー

### B館
1階
- 自然観察の森　（ジオラマ）

2階
- ギャラリー
- シアタールーム

### エコフィールド
東海自然歩道沿いの3つの池（八幡池、小栗毛池、中田池）周辺にある自然観察の場。バードウォッチング用の野鳥観察小屋などが整備されている。エコミュージアム関ケ原からは約4㎞（徒歩60分）。

## 所在地
- 岐阜県不破郡関ヶ原町大字玉1565-3
  - 胡麻の郷の西に位置する。

## 利用案内
- 開館時間　9：00 - 17：00
- 休館日　毎週月曜日（月曜日が休日の場合は翌日）　年末年始（12月28日 - 1月3日）
- 入館料　無料

## 交通アクセス
- 東海道本線関ケ原駅より徒歩約40分。
- 国道21号「野上北交差点」より車で約10分。